# Tandslet
Tandslet is een plaats in de Deense regio Zuid-Denemarken, gemeente Sønderborg, en telt 702 inwoners (2008).

## Station

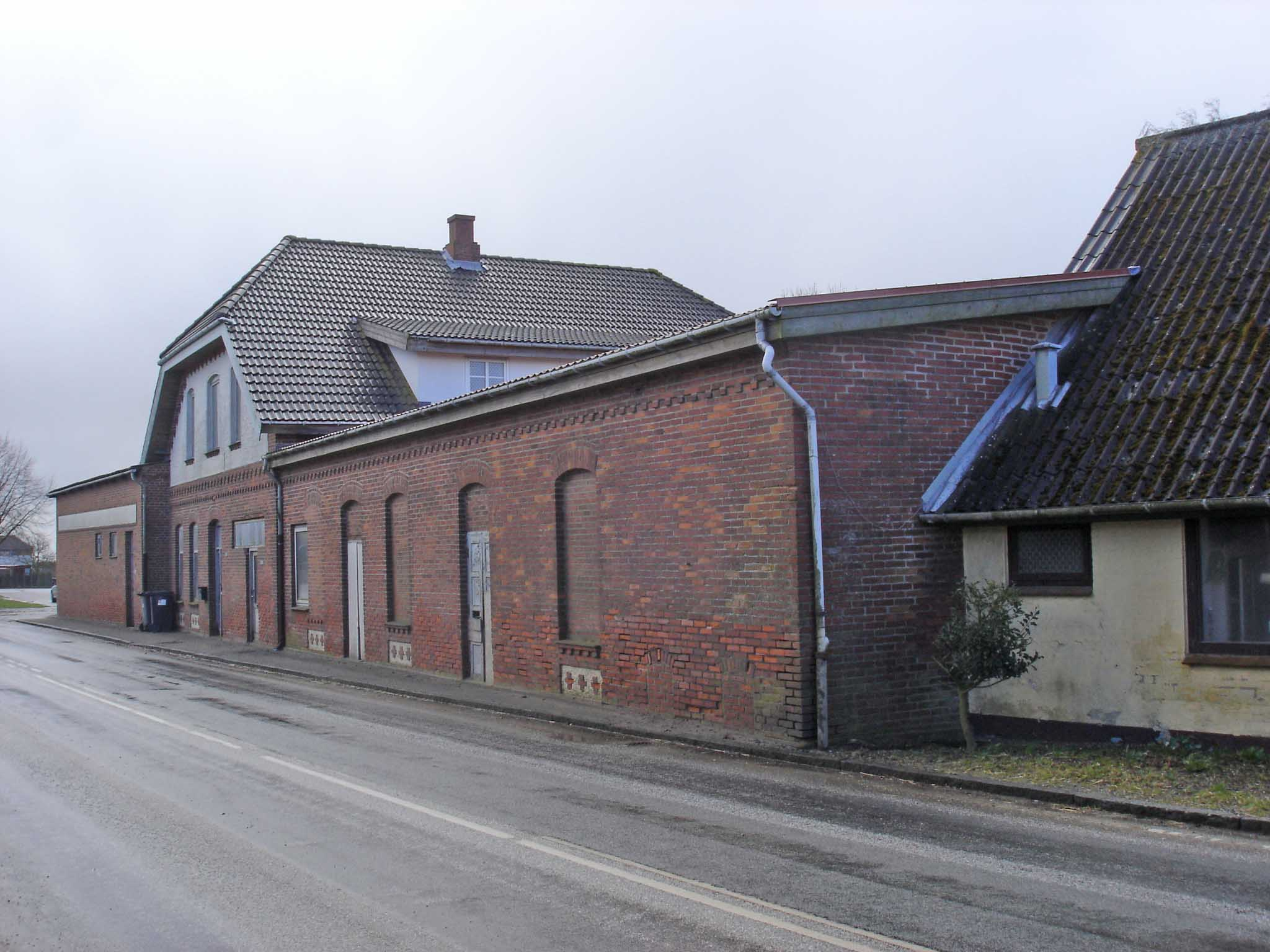
Voormalig station Neder Tandslet

Tandslet ligt aan de voormalige spoorlijn Vollerup - Nordborg. Die lijn werd al in 1933 gesloten, maar het voormalige stationsgebouw is nog steeds aanwezig.